# Mehringer Mühlenbach
Der Mehringer Mühlenbach ist ein linker Zufluss der Mosel in Mehring, Rheinland-Pfalz.
Er hat eine Länge von 3,976 Kilometern, ein Wassereinzugsgebiet von
3,441 Quadratkilometern und die Fließgewässerkennziffer 26732.
Er entspringt auf etwa 339 Meter über NN nördlich von Longen, fließt vorbei an Lörsch und mündet in Mehring in die Mosel.